# Verein für Bewegungsspiele Stuttgart 1893 1963-1964
Questa voce raccoglie le informazioni riguardanti il Verein für Bewegungsspiele Stuttgart 1893 nelle competizioni ufficiali della stagione 1963-1964.

## Stagione
Nella stagione 1963-1964 lo Stoccarda, allenato da Kurt Baluses, concluse il campionato di Bundesliga al 5º posto. In Coppa di Germania lo Stoccarda fu eliminato agli ottavi di finale dal Karlsruhe.

## Rosa
| N. |                     | Ruolo | Calciatore           |
| -- | ------------------- | ----- | -------------------- |
|    | Germania (bandiera) | P     | Lorenz Fischer       |
|    | Germania (bandiera) | P     | Günter Sawitzki      |
|    | Germania (bandiera) | D     | Hans Arnold          |
|    | Germania (bandiera) | D     | Hans Eisele          |
|    | Germania (bandiera) | D     | Rudi Entenmann       |
|    | Germania (bandiera) | D     | Gerd Menne           |
|    | Germania (bandiera) | D     | Günter Seibold       |
|    | Germania (bandiera) | D     | Klaus-Dieter Sieloff |
|    | Germania (bandiera) | D     | Werner Walter        |
|    | Germania (bandiera) | C     | Oskar Hartl          |

| N. |                     | Ruolo | Calciatore          |
| -- | ------------------- | ----- | ------------------- |
|    | Germania (bandiera) | A     | Siegfried Böhringer |
|    | Germania (bandiera) | A     | Rolf Geiger         |
|    | Germania (bandiera) | A     | Theodor Hoffmann    |
|    | Germania (bandiera) | A     | Dieter Höller       |
|    | Germania (bandiera) | A     | Eberhard Pfisterer  |
|    | Germania (bandiera) | A     | Manfred Reiner      |
|    | Germania (bandiera) | A     | Erwin Waldner       |
|    | Germania (bandiera) | A     | Gerhard Wanner      |
|    | Germania (bandiera) | A     | Friedrich Zipperer  |

## Maglie e sponsor
|  | Casa |  | Trasferta |

## Organigramma societario
Area tecnica
- Allenatore: Kurt Baluses
- Allenatore in seconda:
- Preparatore dei portieri:
- Preparatori atletici:

## Calciomercato

### Sessione estiva
| Acquisti | Acquisti            | Acquisti        | Acquisti |
| R.       | Nome                | da              | Modalità |
| -------- | ------------------- | --------------- | -------- |
| D        | Hans Arnold         | VfR Mannheim    |          |
| A        | Siegfried Böhringer | Stoccarda II    |          |
| A        | Rolf Geiger         | Mantova         |          |
| D        | Gerd Menne          | FSV Francoforte |          |
| A        | Erwin Waldner       | SPAL            |          |

| Cessioni | Cessioni     | Cessioni               | Cessioni |
| R.       | Nome         | a                      | Modalità |
| -------- | ------------ | ---------------------- | -------- |
| A        | Lothar Weise | SV Germania Bietigheim |          |

## Risultati

### Bundesliga

#### Girone di andata
| Arbitro: | Schulenburg |

|                            |           |  |
| Koslowski 37’ Gerhardt 42’ | Marcatori |  |

| Arbitro: | Schörnich |

|                       |           |  |
| Geiger 8’ Waldner 30’ | Marcatori |  |

| Arbitro: | Baumgärtel |

|                        |           |                       |
| Meyer 2’ Zebrowski 63’ | Marcatori | 10’ Wanner 11’ Höller |

| Arbitro: | Tschenscher |

|            |           |             |
| Arnold 24’ | Marcatori | 17’ Küppers |

| Arbitro: | Treichel |

|                                     |           |                       |
| Lulka 16’ Kiß 57’, 68’ Lungwitz 60’ | Marcatori | 6’ Sieloff 14’ Geiger |

| Arbitro: | Weyland |

|                              |           |                 |
| Höller 12’, 60’ Zipperer 89’ | Marcatori | 71’ Schönwälder |

| Arbitro: | Kandlbinder |

|  |           |                                    |
|  | Marcatori | 22’ Arnold 32’ Hoffmann 63’ Höller |

| Stoccarda 19 ottobre 1963, ore 15:30 CET 8ª giornata | Stoccarda | 0 – 0 referto | Eintracht Francoforte | Neckarstadion (50 000 spett.)\| Arbitro: \| Niemeyer \| |
| Arbitro:                                             | Niemeyer  |               |                       |                                                         |

| Arbitro: | Fritz |

|                 |           |           |
| Geiger 12’, 80’ | Marcatori | 61’ Sturm |

| Arbitro: | Malka |

|                      |           |                                            |
| Entenmann 19’ (aut.) | Marcatori | 20’ (aut.), 31’ (aut.) Pulter 80’ Hoffmann |

| Arbitro: | Handwerker |

|                    |           |  |
| Ferschl 37’ (aut.) | Marcatori |  |

| Arbitro: | Treichel |

|            |           |             |
| Boyens 52’ | Marcatori | 5’ Hoffmann |

| Arbitro: | Baumgärtel |

|                                                            |           |  |
| Waldner 23’ Hoffmann 34’ (rig.) Höller 41’, 82’ Arnold 87’ | Marcatori |  |

| Arbitro: | Schulenburg |

|                                 |           |  |
| Krämer 4’ Rahn 49’ Versteeg 68’ | Marcatori |  |

| Arbitro: | Mathieu |

|  |           |            |
|  | Marcatori | 70’ Hornig |

#### Girone di ritorno
| Arbitro: | Deuschel |

|                       |           |  |
| Höller 6’ Waldner 70’ | Marcatori |  |

| Arbitro: | Malka |

|  |           |                        |
|  | Marcatori | 54’ Höller 84’ Waldner |

| Arbitro: | Spinnler |

|                         |           |  |
| Höller 13’ Zipperer 71’ | Marcatori |  |

| Arbitro: | Spiewak |

|             |           |             |
| Kohlars 27’ | Marcatori | 64’ Waldner |

| Arbitro: | Fritz |

|  |           |                                         |
|  | Marcatori | 17’ Pohlschmidt 78’ Rummel 86’ Lungwitz |

| Arbitro: | Thier |

|  |           |            |
|  | Marcatori | 83’ Höller |

| Arbitro: | Betz |

|                                       |           |          |
| Geiger 11’, 42’ Eisele 33’ Höller 55’ | Marcatori | 72’ Wild |

| Arbitro: | Reil |

|                           |           |                       |
| Schämer 21’, 38’ Horn 49’ | Marcatori | 24’ Eisele 85’ Höller |

| Arbitro: | Fritz |

|                                                          |           |            |
| Konietzka 8’, 55’, 59’, 88’ Brungs 26’ Emmerich 70’, 74’ | Marcatori | 15’ Geiger |

| Arbitro: | Sturm |

|                                              |           |  |
| Höller 7’ Geiger 41’ Wanner 57’ Hoffmann 66’ | Marcatori |  |

| Norimberga 4 aprile 1964, ore 17:00 CET 26ª giornata | Norimberga  | 0 – 0 referto | Stoccarda | Städtisches Stadion (28 000 spett.)\| Arbitro: \| Tschenscher \| |
| Arbitro:                                             | Tschenscher |               |           |                                                                  |

| Arbitro: | Malka |

|                       |           |                      |
| Höller 44’ Geiger 65’ | Marcatori | 23’ Seeler 71’ Kreuz |

| Arbitro: | Deuschel |

|                      |           |  |
| Moll 3’ Schrader 11’ | Marcatori |  |

| Arbitro: | Ott |

|            |           |                       |
| Wanner 17’ | Marcatori | 26’ Rahn 44’ Versteeg |

| Arbitro: | Zimmermann |

|                        |           |           |
| Schäfer 55’ Hornig 84’ | Marcatori | 4’ Höller |

### Coppa di Germania
| Arbitro: | Wengenmayer |

|                          |           |                         |
| Entenmann 67’ Höller 94’ | Marcatori | 86’ Gresens 97’ Kostorz |

| Arbitro: | Betz |

|  |           |                                          |
|  | Marcatori | 59’, 72’ Reiner 61’ Höller 80’ Pfisterer |

| Arbitro: | Hager |

|                        |           |               |
| Zaczyk 21’ Geisert 90’ | Marcatori | 32’ Pfisterer |

## Statistiche

### Statistiche di squadra
| Competizione      | Punti | In casa | In casa | In casa | In casa | In casa | In casa | In trasferta | In trasferta | In trasferta | In trasferta | In trasferta | In trasferta | Totale | Totale | Totale | Totale | Totale | Totale | DR  |
| Competizione      | Punti | G       | V       | N       | P       | Gf      | Gs      | G            | V            | N            | P            | Gf           | Gs           | G      | V      | N      | P      | Gf     | Gs     | DR  |
| ----------------- | ----- | ------- | ------- | ------- | ------- | ------- | ------- | ------------ | ------------ | ------------ | ------------ | ------------ | ------------ | ------ | ------ | ------ | ------ | ------ | ------ | --- |
| Bundesliga        | 33    | 15      | 9       | 3       | 3       | 29      | 12      | 15           | 4            | 4            | 7            | 19           | 28           | 30     | 13     | 7      | 10     | 48     | 40     | +8  |
| Coppa di Germania | -     | 1       | 0       | 1       | 0       | 2       | 2       | 2            | 1            | 0            | 1            | 5            | 2            | 3      | 1      | 1      | 1      | 7      | 4      | +3  |
| Totale            | 33    | 16      | 9       | 4       | 3       | 31      | 14      | 17           | 5            | 4            | 8            | 24           | 30           | 33     | 14     | 8      | 11     | 55     | 44     | +11 |

### Andamento in campionato
| Giornata  | 1  | 2 | 3 | 4 | 5  | 6 | 7 | 8 | 9 | 10 | 11 | 12 | 13 | 14 | 15 | 16 | 17 | 18 | 19 | 20 | 21 | 22 | 23 | 24 | 25 | 26 | 27 | 28 | 29 | 30 |
| --------- | -- | - | - | - | -- | - | - | - | - | -- | -- | -- | -- | -- | -- | -- | -- | -- | -- | -- | -- | -- | -- | -- | -- | -- | -- | -- | -- | -- |
| Luogo     | T  | C | T | C | T  | C | T | C | C | T  | C  | T  | C  | T  | C  | C  | T  | C  | T  | C  | T  | C  | T  | T  | C  | T  | C  | T  | C  | T  |
| Risultato | P  | V | N | N | P  | V | V | N | V | V  | V  | N  | V  | P  | P  | V  | V  | V  | N  | P  | V  | V  | P  | P  | V  | N  | N  | P  | P  | P  |
| Posizione | 14 | 8 | 8 | 9 | 11 | 9 | 6 | 7 | 6 | 4  | 3  | 3  | 2  | 2  | 4  | 3  | 2  | 2  | 2  | 2  | 2  | 2  | 2  | 3  | 2  | 3  | 3  | 4  | 5  | 5  |

Legenda:

Luogo: C = Casa; T = Trasferta. Risultato: V = Vittoria; N = Pareggio; P = Sconfitta.

### Statistiche dei giocatori
| Giocatore    | Bundesliga | Bundesliga | Bundesliga  | Bundesliga | Coppa di Germania | Coppa di Germania | Coppa di Germania | Coppa di Germania | Totale   | Totale | Totale      | Totale     |
| Giocatore    | Presenze   | Reti       | Ammonizioni | Espulsioni | Presenze          | Reti              | Ammonizioni       | Espulsioni        | Presenze | Reti   | Ammonizioni | Espulsioni |
| ------------ | ---------- | ---------- | ----------- | ---------- | ----------------- | ----------------- | ----------------- | ----------------- | -------- | ------ | ----------- | ---------- |
| H. Arnold    | 26         | 3          | 0           | 0          | 3                 | 0                 | 0                 | 0                 | 29       | 3      | 0           | 0          |
| S. Böhringer | 1          | 0          | 0           | 0          | 0                 | 0                 | 0                 | 0                 | 1        | 0      | 0           | 0          |
| H. Eisele    | 22         | 2          | 0           | 0          | 2                 | 0                 | 0                 | 0                 | 24       | 2      | 0           | 0          |
| R. Entenmann | 28         | 0          | 0           | 0          | 3                 | 1                 | 0                 | 0                 | 31       | 1      | 0           | 0          |
| L. Fischer   | 1          | 0          | 0           | 0          | 1                 | 0                 | 0                 | 0                 | 2        | 0      | 0           | 0          |
| R. Geiger    | 27         | 9          | 0           | 0          | 1                 | 0                 | 0                 | 0                 | 28       | 9      | 0           | 0          |
| O. Hartl     | 0          | 0          | 0           | 0          | 0                 | 0                 | 0                 | 0                 | 0        | 0      | 0           | 0          |
| T. Hoffmann  | 28         | 5          | 0           | 0          | 3                 | 0                 | 0                 | 0                 | 31       | 5      | 0           | 0          |
| D. Höller    | 28         | 15         | 0           | 0          | 3                 | 2                 | 0                 | 0                 | 31       | 17     | 0           | 0          |
| G. Menne     | 2          | 0          | 0           | 0          | 1                 | 0                 | 0                 | 0                 | 3        | 0      | 0           | 0          |
| E. Pfisterer | 29         | 0          | 0           | 0          | 3                 | 2                 | 0                 | 0                 | 32       | 2      | 0           | 0          |
| M. Reiner    | 7          | 0          | 0           | 0          | 3                 | 2                 | 0                 | 0                 | 10       | 2      | 0           | 0          |
| G. Sawitzki  | 29         | 0          | 0           | 0          | 2                 | 0                 | 0                 | 0                 | 31       | 0      | 0           | 0          |
| G. Seibold   | 27         | 0          | 0           | 0          | 1                 | 0                 | 0                 | 0                 | 28       | 0      | 0           | 0          |
| K. Sieloff   | 22         | 1          | 0           | 0          | 3                 | 0                 | 0                 | 0                 | 25       | 1      | 0           | 0          |
| E. Waldner   | 20         | 5          | 0           | 0          | 0                 | 0                 | 0                 | 0                 | 20       | 5      | 0           | 0          |
| W. Walter    | 15         | 0          | 0           | 0          | 2                 | 0                 | 0                 | 0                 | 17       | 0      | 0           | 0          |
| G. Wanner    | 16         | 3          | 0           | 0          | 2                 | 0                 | 0                 | 0                 | 18       | 3      | 0           | 0          |
| F. Zipperer  | 2          | 2          | 0           | 0          | 0                 | 0                 | 0                 | 0                 | 2        | 2      | 0           | 0          |